# 东北1947年秋季战役
东北1947年秋季战役中共亦称“东北1947年秋季攻势”，是第二次国共内战中双方发生的战役。

## 战役背景
8月初，蒋介石派陈诚接替杜聿明，陈扬言六个月恢复东北局势。
8月1日，东北民主联军组建第七、第八、第九、第十纵队。冀察热辽军区成立8个独立师。

## 战役经过
为“确保北宁线，打通锦承路”，1947年9月6日，陈诚派兵分三路对热东、辽西地区扫荡。
- 扫荡左路部队为暂编第50师少将师长吴宝云率领第1、第2团及地主武装700余人，共约2000多人，9月6日从绥中县和沙后所出发，进至梨树沟门（今兴城市三道沟乡东门村）附近，消灭在此地的兴城县民主政府。
- 暂编第60师2个团为中路，由兴城向新台门进攻；
- 暂编第22师为右路，从锦州出发，经虹螺岘、钢屯，进占新台门。

陈诚的意图是在攻占梨树沟门、新台门两个交通要点后，以其为基点向西推进，打通锦承铁路，恢复东北与华北国军之间通过铁路线的联系。东北民主联军第八纵队刚组建不到一个月，和冀察热辽军区独立第1师远程强行军，以纵队主力和独立1师监视进攻新台门的第九十三军，张德发23师68团赶到新台门西南富儿沟，控制附近山地，阻击可能由新台门向梨树沟门出援之国军。第八纵队第24师师长丁盛率71团、72团和第22师66团，9月9日从赤峰、凌源、平庄马蹄营子村出发，5昼夜兼程向梨树沟门行进，于13日到达建昌县的药王庙、六家子地区集结；14日凌晨，部队在夜雨中开拔，在当地民兵的引领下，摸黑越过“半拉天”，到达指定位置，做好了战斗准备。其中第66团进入梨树沟门村休整做饭。暂编50师的两个团和地主武装保安团大部分驻扎在梨树沟门、三道沟，少部分驻在西门、凉水泉子，于13日撤出了梨树沟门村。按照既定方案，第72团一部分围攻凉水泉之国军，大部包围三道沟之国军；师指挥所随主力顺着汪家屯南岭向梨树沟门北岭推进；22师66团翻过草沟西山沿北营子往南进攻，第71团主力从三道沟北向三道沟大屯进攻。14日凌晨5时，24师指挥所和22师66团到达梨树沟门东岭。14日八时许，暂50师第1团从山南侧爬上梨树沟门村南大山322高地，用轻重机枪向梨树沟门村内猛烈射击，第二团向梨树沟门村迂回包围，其先头部队已到西山方向，同时发现村东山也有该部活动，第66团已被三面包围，形势严峻。24师师长丁盛、政委韦祖珍果断率师直属部队迎敌，66团随即展开作战队形。9月14日遭遇战打响，此为东北秋季攻势的开始。第66团立即抢占村西北山，第三营(欠七连)和第二营第六连在北山东西展开占领阵地，牵制国军第一团，集中主力首歼国军第二团。上午9时，66团主力迅速隐蔽接敌直扑国军第二团，第一连以猛烈的火力和勇猛的动作将国军第二团拦腰斩断，第一营和第二营分别向南、北两段之国军发起猛烈冲击，第24师72团在向三道沟以南运动途中，听到枪声激烈，随即赶来支援师部，形成南北对国军第二团夹击之势，该团顿时溃败。中午12时，国军第二团全部被歼。第66团第三营和第二营第六连抗击国军第一团多次组织的一个连到一个营的兵力发起的连续攻击。71团主力占领三道沟后，迅速向梨树沟门以东的白土岭国军展开猛烈攻击。14日13时，66团主力在北转头向东，会合第三营和第二营第六连，第72团在南、71团由白土岭向西，把国军第一团三面围困困在322高地上。合力将国军大部压缩在梨树沟门至白石嘴边门之间的一个狭窄地带。少将师长吴宝云带领1团抢占了梨树沟门前面南山的两个山头，各余部纷纷向其靠拢，依托有利地形进行抵抗。上校参谋长冠承恕率领一个加强营逃往梨树沟门以北的蒙古营子（今为北营子），占领双顶山，居高临下，进行疯狂反扑。丁盛命令72团迅速攻占梨树沟门以南的227高地和322高地，自己则率领71团攻取北营子双顶山，其余部队迅速打扫战场，追歼国军，防止逃跑。13时30分，66团主力全面发起冲锋；71团在炮兵支援下进攻双顶山，寇承恕率部投降。其他部队仅用半个小时就攻占了227高地和322高地，一直追击到大屯、青石岭一带，迫使残敌逃回绥中县城。战斗于14日下午5时结束，共俘国军628人，毙400余人，缴获大批武器弹药。被称为“梨树沟门大捷”。第66团共毙国军300多名，俘650名，缴轻重机枪21挺，步枪720支，手枪11支，军用物资一部。
梨树沟门战斗胜利后，66团冒雨行军130里赶到杨杖子。暂编第22师(欠第3团)由新台边门退却到杨仗子据坚固守，9月16日被第22师全歼。陈诚命令第四十九军军长王铁汉率79师、105师12000多人从锦州出援，向江家屯、杨仗子进攻，9月19日被诱至杨杖子一线，21日被八纵完成包围，66团为22师预备队，夺取杨仗子北平顶山、西北大山。第四十九军军长王铁汉连续组织反冲击，都被打退。陈诚又凑出第四十九军第26师、暂60师主力和暂22师、暂18师各一个团，紧急驰援，被九纵阻于虹螺岘地区。八纵最初获得侦察情报是两个团。一打，打不动。再侦察，发现是美械的2个师。八纵还不到2万5千人且缺少炮兵，下达了撤退命令，有的部队已经向后运动。八纵司令员黄永胜、副政委邱会作和参谋长黄鹄显在指挥部附近山坡上休息，突遭一阵山炮轰击，八纵首长认定这是國军要退，立即通知部队，停止撤退转入攻击。此时电台已经撤收，野战电话线也拆了。八纵司令部和政治部的几个科长带上命令，分头追赶和通知部队，9月22日16时总攻开始，第四十九军待援无望，多路突围，除百余人跑掉外，全部被歼。19时战斗结束。此即第二次杨杖子战斗，以1：11的伤亡比例，47小时歼国军正规军1万2千多人。八纵一下子改装了美械，发展到4万人。9月28日开始，八纵、九纵乘机在北宁线上展开大破击，将山海关至锦州间铁路截成数段。其中第22师对绥中至兴城、锦西至营盘、锦州至义县、义县至金岭寺等各段铁路实施破击，直至10月中旬。
一纵、二纵、三纵、四纵、七纵向中长路进击。
- 三纵政治委员罗舜初认为第五十三军3个师在开原以东和东北地区部署，相距不远，互为犄角；为避免两面受敌，我军应集中兵力，先歼灭西丰之敌，再向纵深扩大战果。三纵司令员韩先楚坚持长途奔袭威远堡门，乘敌不备，歼灭第116师师部和一个团，打乱其指挥，同时以部份兵力包围西丰之敌，相机歼灭其回援师部的一部。林彪回电“按先楚意见办”。10月2日，将第五十三军第116师一举全歼。
- 四纵攻克开原东南八棵树、貂皮屯，歼敌一个团。
- 七纵克彰武、法库。内蒙古骑兵第一师与辽吉一分区部队归东北民主联军七纵指挥，骑兵第一师炮兵团配属七纵。9月27日第七纵队受命10月1日前挺进到新民—黑山和巨流河——新立屯之线，破坏北宁铁路、阻击新六军北返。9月30日第21师160里强行军包围法库县城，10月1日18时，在法库县大队配合下仅用1小时攻克法库县城，全歼守军东北保安第7支队（对外称第177师）和法库县孙凤岐保安队，第七次解放了法库县城，毙伤保安大队长孙凤岐以下百余人，俘1402人，缴获机关炮29门、步兵炮2门、六零炮9门、轻重机枪31挺、自动步枪冲锋枪28支、长短枪1434支、子弹16万发、炮弹3000余发、汽车3台。

陈诚急调长春之新编第一军开往四平，新编第六军自锦州撤返铁岭。第1、第2、第6纵队为阻击国民党军新一军南下，相继进逼昌图、开原。东北民主联军继续开展破袭战。同时，第四纵队和辽东军区部队在大石桥、海城地区包围歼灭国军一部。骑兵第一师和辽吉一分区骑兵第十五团于9月29日奉七纵命令挺进敌后，破袭北宁路白旗堡33孔铁路桥和高新铁路线(高台子至新立屯)铁路，阻击新六军东返。9月30日，骑兵第一师率第一、第三团、第四十二团和第六支队，从东科后旗前秋出发，经双坨子、养畜牧门到达四台子，与辽吉一分区司令员赵东寰和骑兵第十五团会合。赵东寰指挥分区骑兵第十五团和骑兵第一师第一团，执行破坏白旗堡33孔鉄路桥的任务；骑兵第一师参谋长额博尔图指挥骑兵第一师第三团，执行破坏中腰堡铁路桥的任务；骑兵第一师政治委员都固尔扎布指挥骑兵第一师六支队和第四十二团为预备队，进至曹家窝棚，随时准备支援东西两路的破路任务。是夜破袭部队悄然渡过柳河抵达破袭地点。在秘密接近铁桥时被守桥军发现展开激战。驻新民的七十一军第九十一师部，乘火车前来增援。骑兵第一师第四十二团、六支队阻击援敌。两支破路部队均按计划完成破路任务，“炸毁33孔桥和中腰堡的两处大铁桥。10月1日黎明，两支破路部队在曹家窝棚胜利会师。10月2日，骑兵第一师第三团又主动破坏了三家子车站铁路。“东总”电令七纵:“昨10月2日，发现新民之敌七十军九十一师派工程部队已修复了白旗堡铁桥。再一次命令你们彻底地破坏北宁路大虎山至绕阳河段的铁路，使之长期不能修复。”10月4日，赵东寰指挥一分区骑兵第十五团、骑兵第一师第四十二团，在袁家窝棚车站以西破路；骑兵第一师政治委员都固尔扎布指挥第三团，到历家窝棚车站以东破路；骑兵第一师参谋长额博尔图指挥骑兵第一师第一团为预备队，位于李家岗子，向王屯、半拉门子方向组织警戒，掩护东西两路破袭部队。10月5日黎明，破路部队撤出战斗。
然后，几个纵队转向吉林、长春地区。先围攻吉林，攻克德惠、农安，准备诱敌出援，在运动中歼敌，典型的围点打援战术。敌均不敢出援。吉林军区吉北、吉南、吉东3个军分区所属部队，配合主力六纵、十纵围攻吉林市。10月1日，吉北部队和十纵第29师第86团(暂归吉北指挥)收复江密峰。10月11日强攻乌拉街，至15日全歼守军900余人，俘虏少将指挥官项成信、副指挥官陈经纬，再次收复吉北重镇乌拉街。10月15日，吉南军分区一部从江密峰出击，攻进吉林北站，并用骑兵营攻打棋盘街、大屯（现属江北乡），阻击吉林之敌增援乌拉街，配合吉北部队解放乌拉街。在大屯，经5小时战斗，毙伤百余人，俘虏团长以下746人。10月17日，六纵、十纵分别收复桦皮厂、哈达湾、大砬子山、官马山（现属北大湖镇）等地，逼近吉林市。10月17日，吉南军分区七十一、七十三两团，配合六纵围歼永南县的旺起屯、西阳之敌，守军逃往丰满。10月17日，独立四师收复九台县城。10月18日，七十三团配合六纵十七师奔袭口前镇，全歼守敌第182师3个营，收复口前镇。10月20日，十纵收复德惠县城。九台、德惠两县全境解放。10月20日，十纵二十九师(原吉北独三师)开始攻击吉林外围沿龙潭山一线的敌重要据点，经10天激战攻克6个碉堡群，占领吉林东部敌主要阵地，直逼吉林市区。10月22日，七十一、七十三两团进至小丰满至吉林之间孤店子、团林设防，并逼近龙潭山，以防小丰满之敌逃回吉林市。10月28日，六纵十七师开始攻打西团山，在炮火配合下，经3昼夜浴血奋战，摧毁吉林西部敌最坚固的堡垒。六纵十六师在炮火掩护下逼近吉林市郊水泥厂。
秋季攻势期间，伊通（10月1日）、双阳、永南3县全部解放。至此，吉南全境解放。 
10月4日，十纵第28师奉命开赴铁岭至开原间的赵家沟、杨家寨地域，准备攻占中固等几个火车站、破坏铁路，配合兄弟部队进攻开原，阻止敌人由铁岭增援开原。中固车站和山头堡车站，由第169师一个工兵连和部分交通警察把守。第28师首长以第82团消灭山头堡守军，切断中固敌人的退路，同时阻截可能从铁岭来援之敌；第83团主攻中固，务必按预定时间攻克中固；第84团以一部兵力首先夺取中固以南之碉堡，尔后炸毁碉堡，破坏铁路。下午17点，山头堡敌人慑于我军威力，不战而逃，第82团遂占领山头堡，我们第84团也顺利地攻占了中固以南的碉堡。主攻中固的83团，因担负迂回任务的一个营没有及时赶到，致使中固守敌大部逃跑，仅俘虏了二、三百人。10月5日晚，第28师奉命将中固区的防御任务移交兄弟部队，冒雨直插沈阳至铁岭间的大汛河车站。部队行至九寨屹时，突遭敌警戒部队阻击，师首长立即指挥部队迅速打垮敌人，命令部队快速前进，决心尽快以第82团完成主攻张家楼子的任务，经过几个小时的战斗，消灭守敌一个营，残敌向铁岭方向逃窜。第84团正好在铁岭至张家楼子之间，一下子就把敌人堵住歼灭。张家楼子战斗结束后，第84团完成了大汛河车站一线的破路任务。随后第84团奉命开到铁岭以北继续担负破路任务，必经官粮窖的守敌不多只有一个加强营。第84团副团长南勤带一个营牵制敌人，团长王正平和政委彭清云带两个营和团直属队率先通过官粮窖，赶往铁岭以北。行至官粮窖附近时突然遭到敌人阻击，第3营迅速歼灭了这股敌人。从俘虏口供得知，新六军第14师已进至官粮窖，而新六军主力正向官粮窖开进。第84团让第一营担任前卫，为全团开辟通路。第84占据了官粮窖附近的潘龙山，被新六军8个团层层包围对峙了一天，且无法与师部联系。黄昏时师部派出的一支小分队在南面同敌人打响，第84团投入预备队第3营冲击拼刺刀，使全团冲出了包围圈。该战教训是第84团不知敌新六军第14师已进至官粮窖，这个极为重要的敌情上级没有向该团通报，战斗部署亦未作调整，致使陷入敌人8个团的包围之中。但第28师师作战科长总结官粮窖战斗之所以没能及时撤出，造成了一些不必要的伤亡，是因为团长、政委恋战，认为既同敌人交火，就要消灭敌人，所以不愿撤出战斗，该师个别领导以此为结论直接向东北民主联军总部发了电报。10月上旬第28师撤至铁岭以东之大甸子、柴河堡地区休整待命。东总政治部宣传部长肖向荣参加了第28师战后总结会。东总并没有对第84团团长、政委提出批评。 
10月6日，东北民主联军七纵十九师和二纵五师，在七纵司令员邓华统一指挥下，在辽吉五军分区部队和彰武县大队配合下，攻打彰武县城。10月6日夜间对外围之敌发起攻击。10月7日下午17时整，向县城守敌发起总攻。毙、伤第九十三军暂编第57师第169团官兵200多人，俘虏营长以下官兵775人。暂编第57师师部带另外2个团守新立屯，10月9日七纵二十一师强行军75公里协同部分兄弟部队，10月10日全歼守敌两个团共3500多人。10月10日在北宁铁路破路的第二十师进占黑山，守军骑兵第四旅在被歼俘一部分。
蒋介石为扭转东北战局，10月8日飞抵沈阳，亲自调整部署，加强沈阳以北地区的守备力量；并从华北战场调第九十二军第21师，第九十四军第43师，暂编第三军之暂编第10、第11师，骑兵第4师和从承德调第十三军第54师等共6个师增援东北。侯镜如指挥华北援军进入东北，稳扎稳打，步步为营，缓慢前进，到10月中旬重新打通了北宁线。林彪决心以八纵、九纵歼灭该敌。
10月12日，七纵第二十师、内蒙古骑兵第一师第一、第三、第四十二团和第六支队，辽吉军区第一军分区骑兵第十五团，共计3个步兵团、5个騎兵团1.3万人攻击防守大虎山的约5000余人。七纵二十师五十八团从大虎山城北城西进攻，五十九团从城东进攻，六十团为预备队，骑兵第一师第一团从东大屯向北进攻，第三团从榆树坨子向市中心进攻，第四十二团从王家窝棚向东站进攻，第六支队为预备队，一分区骑兵第十五团破坏高山子铁路桥，阻止可能由锦州增援之敌。实际上，前一日从锦州派来了第九十四军第43师和新六军的一个团，还有蒙古骑兵第四旅增援大虎山。攻城部队在国军飞机、火炮、装甲车和装甲列车优势火力打击下，被迫苦战撤退，损失很大。七纵二十师为抢救被敌包围的师炮兵营，投入预备队六十团经激烈争夺战，勉强救出炮兵营，但伤亡不少。骑兵第一师第三团为了保证六十团的侧背安全，在榆树坨子占领阵地，连续击退敌人的多次进攻，付出相当牺牲。
10月16日，七纵十九师、二十一师向阜新进发，分兵包围海州镇城东外围的新邱街和阜新县城。10月17日，十九师攻入阜新县城，歼暂编51师一个团；二十一师也于同日拿下新邱街，消灭敌暂编第51师师部和一个团全部，击毙少将师长唐葆黄。侯镜如调头北上进攻七纵。
秋季攻势第二阶段，为了进一步吸引和牵制开原的新六军主力，使其不得抽兵北上，配合北满东野主力作战，四纵决定对抚顺以东的营盘地区的國军发起攻击。营盘的守军青年军第207师第1旅第1团團長許萬壽上校，率領營長曾天曙、王富仁等兩營，兵力为7个步兵连、1个战防炮连、1个山炮连和1个冲锋枪排。10月15日起，四纵各部陆续抵达营盘外围，与外围的敌人展开了争夺攻击发起阵地的战斗。战斗先后在三家子、关门山打响。接着，战斗分别在南杂木、二伙洛以及阿及堡子、营盘、下章党、前甸等地打响。在经过3天断断续续的战斗后，将营盘外围的支撑点相继拔除。形成了对营盘的全面包围。10月18日，四纵10师28、30团和12师36团发起总攻。但由于炮兵阵地的选择缺乏考虑，致使炮兵火力很难对28团8连攻击的213高地实施有效的杀伤。8连连续2次突击，都未接近阵地就遭到火力压制。实施辅助攻击的9连趁守军注意力被8连吸引的时候，迅速突破了当面阵地，并且立即向纵深发展，4连也随后从9连打开的突破口进入，展开了巷战。外围阵地很快被全面突破，各部相继锲入了纵深防御阵地，遭顽强抵抗，守军轻重机枪、迫击炮泼水一样，而共军由于没有在事先规定各部队的分界线和攻击道路，都从9连的突破口处进入，成了人挤人前进极为缓慢，守军集中数十门迫击炮向该地段猛烈射击，造成严重伤亡，最终不得不撤回。18日当天攻下营盘后山。战斗持续到次日，由于部分部队攻击失利，守军集中力量对付共军的其余突击方向。19日晨四纵攻占火车站。虽然共军上午7时集中了强大火力撕开了核心阵地的外围防御，随后又连续实施爆破，炸开了通往核心工事的道路。36团8连趁着爆炸烟雾未散即迅速投入战斗，很快占领了核心地堡。3连也投入了战斗，大胆穿插，很快就俘虏了上百敌人，并且把残敌逼进了最后一座有4幢大房子的大院，3连拿下了3幢房子又俘虏了上百敌人。但就在胜利在望的时候，9连忙着将数以百计的俘虏押回己方阵地，放弃了已经占领的房子，结果守军迅速将大院重新控制。3连撤出战斗的时候，1连又冒冒失失地投入了战斗，结果双方挤在一起，敌人趁机集中火力，仅5分钟就杀伤我军107人，2个连完全丧失了战斗力，数百俘虏也一哄而散。由于这2个连的疏忽大意，最终四纵未能攻下营盘，在援军第207師主力和195師从抚顺抵达前撤出战斗。20日晚8时结束全部战斗。此战歼1个直属营、6个步兵和炮兵连，毙、伤敌100余人，俘敌900余人，缴获各种炮11门，轻重机枪44挺及一批步枪、冲锋枪、弹药等物资。207师报告阵亡了第一团第二營營長王富仁、第一連連長朱世和、機槍二連連長歐陽年、第八連連長馬天福等，傷亡1500餘人，其中大多爲東北第二期青年兵。
10月16日，十纵命令第28师急行军120多里，于当晚24时进至抚顺附近的上章党地区，拟全歼下章党守敌，尔后打敌援兵，配合四纵向营盘之敌进攻。下章党是一个比较大的车站，是抚顺外围坚固据点。青年军第207师直属搜索营约四、五百人驻守。第28师以第84团进攻打下章党车站；第83团攻打下党章车站东南的白龙山车站及以东外围地堡；第82团埋伏在北里其沟至大甲邦一线，准备打敌援兵。10月17日11时，第84团开始向下章党发动进攻。由于没有摸清敌人的工事情况，因此攻进去的部队又被敌人反击出来。天黑以后，第1营借着夜暗冲到了车站附近，但遭到敌疯狂反扑。晚上23时左右，第84团在师山炮连的炮火支援下，再次向下章党守军发动攻击。山炮连只有3门炮，每门炮只有6发炮弹，因此，未能压制住敌人的火力，进攻部队遭较大伤亡。第1营多次用爆破筒爆破，都未成功。鉴于敌人的工事比较坚固，第84团的伤亡又较大，师急调第82团3营投入战斗，也未能冲进去。各个连队组织干部和党员轮番爆破敌人的工事，造成很大伤亡。第82团副团长涂正格同志（外号涂猛子）中弹牺牲，副政委也身负重伤。10月18日上午驻抚顺的青年军第207师派出两个团，在装甲车的掩护下，向下章党增援，集中火力向第82团在大柳河以东的243高地猛攻，并一度占领了这个阵地，但很快又被夺了回来。增援的敌人凭借强大的火力，多次发动攻击，但始终无法接近下章党车站。18日深夜下章党车站守军突围逃跑，增援之敌随即撤退。19日第84团进占下章党车站。20日拂晓，青年军207师分多路向下章党迂回包围，第84团在山头上坚守了10几个小时。天黑后，第84团派出第1营快速插到下党章以东的阿及堡子，突然向一个加强营发起攻击，经半小时激战，俘敌100多人。第2营和第3营页投入冲击。随后第84团撤走。这次战斗伤亡较大，第1营教导员身负重伤背下阵地就牺牲了。第28师战后在西安县以西之平岗地区休整。
10月20日，东北民主联军第八、第九纵队及冀察热辽军区部队发起进攻朝阳战役：
- 冀察热辽军区独立第3师和热辽地区队、蒙民第6支队配置在朝阳至北票地带
- 第八縱队和冀察热辽军区独立第1师集结在义县刘龙台、北票巴图营一线打援
- 第九纵队负责主攻朝阳城。从松岭边门、班吉塔一带出发，日行100多里，10月21日强渡大凌河，夺取朝阳城外15个外围据点，发起总攻未克。22日20时30分，第九纵队发起第二次总攻，第78团第五连率先登上西南城，“爆破大王”宁振贵炸开南门城墙，主力部队突入城内，用一个半小时结束了战斗。23日凌晨4时朝阳城解放，毙伤703人，俘敌1335人，缴获大批武器、装备和物资。

10月22日，东北民主联军第八纵队部分兵力配合冀察热辽军区独立第3师，将北票包围，伺机围歼北票守军。侯镜如为“夺取朝阳，解困北票”，于10月29日晚亲率第九十二军精锐21师和第九十四军43师，由义县沿铁路、公路分两股西进，10月29日到义县以西20公里的九官台门一带与东野前哨稍有接触，慑于被歼即停止前进，占领最高点350高地、夹山、金凤山、六台东南山等主要制高点，就地构筑工事。11月1日凌晨三时遭东北民主联军程子华指挥第八、第九纵队和其他部队共8个师的攻击。国军重兵控制350高地和夹山、金凤山、六台东南山等高地。第八纵队第24师攻占四家子，控制了五台以北高地，然后向五台、九关台门进攻;第22师亦于歼灭六台之敌后向夹山、九关台门主峰350高地进攻;独立第一师歼灭了姚家沟、烂泥沟之敌，然后向金家沟、九关台门进攻;第23师驻扎在长脖甸子、卢家沟，为预备队。11月2日晨3时，第66团第二营激战5个小时伤亡83人，毙敌200多人，俘敌20多人，完全占领了350高地，国军的2个师被完全压缩于长不及二十里、宽不及十里的一条狭长地带内；战后八纵队授予第二营“英勇顽强营”锦旗一面，第四连荣立集体一大功，19人立个人大功。11月2日拂晓发起总攻，国军全线崩溃。9时在6架飞机的掩护下向东突围。11月2日中午12时侯镜如带一个营和卫士班突围。第43师也及时撤走。第21师除一个营突围外，其余被追击部队四面包围。师长郭惠苍向东突围跑了十几里在河夹心村被追上被俘，副师长李傅宗被毙，伤61团团长陈寿恭、62团副团长于振相以下3372人，俘第21师师长郭惠苍、参谋长纪高翔、63团团长赖惕安以下3105名。辽西大凌河追歼战共歼灭6477人。
1947年11月初，第四縱隊第十旅附砲數門，進攻本溪的外圍據點歪頭山，守軍爲207师第二團第三连（加強連），以車站爲核心據點，苦守十四晝夜被解圍獲救，全連僅剩二十餘名，連長孫超雙目失明，四肢凍傷成殘。
11月5日，秋季攻势结束。11月中旬，石家庄被晋察冀野战军攻克，华北傅作义派系的骑兵第4师和暂编第三军之第10、11师入关。第九十四军43师（师长留光天、副师长陈化龙、参谋长易希殷）和第五十二军第195师编入新五军，第十三军第54师编入新三军。华北战场减少了三个主力师，力量对比发生了翻转。

## 结局
取得胜利。缴获各种炮105门、各种枪7.7万余支（挺）、弹药两千余万发。东北民主联军歼灭69800人，其中俘49900人，毙伤19900人，收复和攻克城市15座，扩大解放区3.8万余平方公里、解放人口260余万，控制了东北大部铁路，迫使国军退缩在锦州、沈阳、四平、长春、吉林等34座城市及其附近地区，占东北总面积14%。秋季攻势还调动华北国军5个师增援东北，地配合了晋察冀野战军的作战。